# Ruta 109 (Uruguay)
La ruta N.º 109 es una carretera uruguaya, actualmente perteneciente a la red departamental de Rocha, anteriormente ruta nacional. 

## Características
La ruta 109 conecta la ciudad de Aiguá, en el norte del departamento de Maldonado con la capital departamental de Rocha
Se caracteriza por ser el eje de salida hacia las rutas 13 y 8, de la industria forestal de los emprendimientos ubicados en la microrregión de las sierras, que es compartida por los departamentos de Maldonado y Rocha.
Desde principios del siglo XX la carretera se fue configurando como tal a partir de varios caminos abiertos por productores y obreros públicos, ha sido siempre un eje interno para la zona serrana.

### Categorización
El tramo de ruta nacional comprendido entre la ciudad de Aiguá y el Cerro de la Bola (km 19.600), dejó de estar bajo jurisdicción nacional en 1995 por Resolución 101/995 del Poder Ejecutivo, pasando a jurisdicción municipal.